# Premonition (John Fogerty)
Premonition è un album dal vivo del cantautore e chitarrista statunitense John Fogerty, ex frontman del gruppo Creedence Clearwater Revival, pubblicato nel 1998.

## Tracce
Tutte le tracce sono scritte e composte da John Fogerty tranne dove indicato.
1. Born on the Bayou – 4:54
2. Green River – 4:15
3. Susie Q (Eleanor Broadwater, Dale Hawkins, Stan Lewis) – 5:24
4. I Put a Spell on You (Screamin' Jay Hawkins) – 5:02
5. Who'll Stop the Rain – 2:57
6. Premonition – 3:18
7. Almost Saturday Night – 2:26
8. Rockin' All Over the World – 3:32
9. Joy of My Life – 3:55
10. Down on the Corner – 2:57
11. Centerfield – 3:54
12. Swamp River Days – 4:25
13. Hot Rod Heart – 3:41
14. The Old Man Down the Road – 4:23
15. Bad Moon Rising – 2:18
16. Fortunate Son – 4:11
17. Proud Mary – 4:01
18. Travelin' Band – 2:53